# Кутардон
Кутардон (застар. Уналдон, ос. Уыналдон, рос. Кутардон) — річка в Росії, протікає в Алагирському районі Республіки Північна Осетія-Аланія. Довжина річки становить 10 км, площа водозбірного басейну 34,8 км².
Починається на північному схилі хребта Чихациртит, тече на північ через села Холст, Верхній Унал і Нижній Унал. Гирло річки лежить за 49 км по правому березі річки Ардон у Нижньому Уналі.
Основна притока — струмок Цагатдон, впадає праворуч.

## Дані водного реєстру
За даними державного водного реєстру Росії відноситься до Західно-Каспійського басейнового округу, водогосподарська ділянка річки — Ардон. Річковий басейн річки — річки басейну Каспійського моря межиріччя Терека і Волги.
Код об'єкта в державному водному реєстрі — 07020000112108200003269.